# ب‌ام‌و نازکا سی۲
ب‌ام‌و نازکا سی۲ (همچنین با نام ایتال‌دیزاین نازکا سی۲ شناخته می‌شود) یک خودروی اسپورت مفهومی است که در سال ۱۹۹۱ در نمایشگاه خودرو توکیو معرفی شد. این خودرو توسط استودیوی مشهور طراحی خودرو ایتال‌دیزاین، خانه جورجتو جوجارو، طراحی شده است و دارای طراحی جلویی مشابه ب‌ام‌و است. این یک تکامل یافته از ب‌ام‌و نازکا ام۱۲ از سال ۱۹۹۱ بود.

## تاریخچه

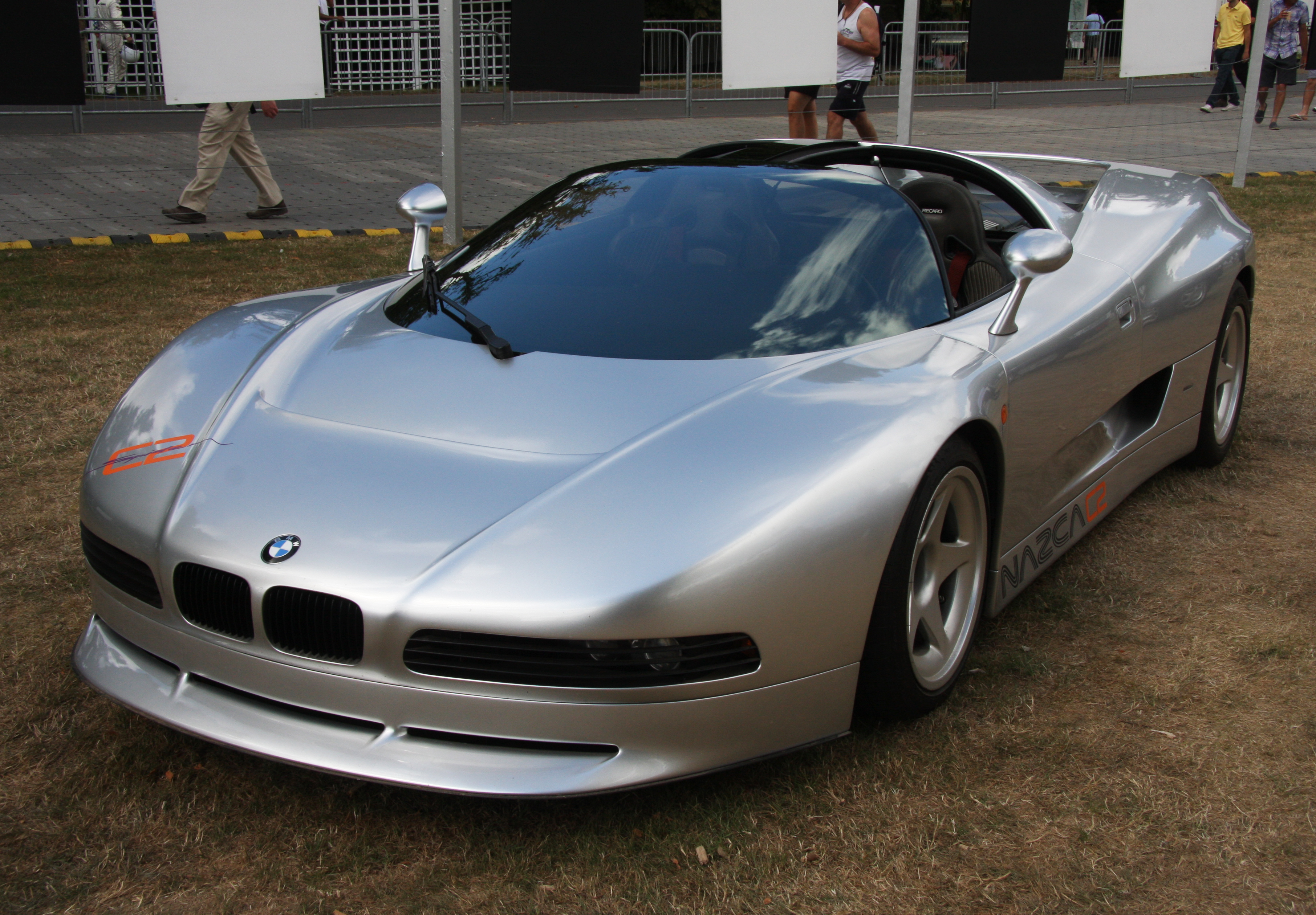
ب‌ام‌و نازکا سی۲ اسپایدر با پانل‌های شیشه‌ای حذف‌شده

پروژه نازکا در سال ۱۹۹۱ زمانی که نازکا ام۱۲ در نمایشگاه خودروی توکیو عرضه شد آغاز شد. این طراحی برگرفته از کانسپت بوگاتی آی‌دی ۹۰ است که یک سال قبل از آن رونمایی شد. M12 نخستین خودرویی بود که توسط پسر جوجارو، فابریزیو طراحی شد و عناصر طراحی از خودروهای مسابقه‌ای گروه C را در خود جای داد. این خودرو هنگام آزمایش در تونل باد ب‌ام‌و به ضریب درگ Cd=0.26 دست یافت.
این خودرو دارای بدنه فیبر کربنی بود که از مواد برای ساخت قاب فضایی نیز استفاده می‌کرد. به همین دلیل وزن خودرو در مجموع ۱٬۱۰۰ کیلوگرم (۲٬۴۲۵ پوند) بود.
پوشش موتور و جلوی خودرو از یک تکه فیبر کربن ساخته شده است. این خودرو دارای یک پوشش شیشه‌ای موتور بود که موتور ۵٫۰ لیتری وی۱۲ مشترک با ب‌ام‌و ۸۵۰آی را نشان می‌داد. قدرت خروجی موتور ۲۹۵ اسب بخار (۲۲۰ کیلووات؛ ۲۹۹ اسب بخار متری) بود. این خودرو دارای مکانیزم درب منحصر به فردی بود که دارای درهای معمولی بود، در کنار پنجره‌هایی که به صورت در بال‌پرنده‌ای باز می‌شدند.
یک سال بعد در سال ۱۹۹۲، نازکا سی۲ معرفی شد. سی۲ جلوی بازطراحی شده‌ای داشت (چراغ‌های جلو در کنار جلوپنجره کلیوی جابجا شده بودند) و موتور اصلاح شده‌ای داشت. ایتال دیزاین شرکت آلمانی خودروسازی آلپینا را وارد این پروژه کرده بود. آلپینا موتور را اصلاح کرد و در نتیجه موتور ۴۹ اسب بخار (۵۰ اسب بخار متری؛ ۳۷ کیلووات) اضافی به دست آورد. این موتور با آلپینا بی۱۲ ۵٫۰ مشترک بود. علاوه بر این، سی۲ همچنین دارای صندلی‌های مسابقه‌ای ثابت و سه اسپویلر در عقب بود تا نشان دهنده وضعیت الهام گرفته از مسابقه باشد. وزن سی۲ نیز ۱۰۰ کیلوگرم (۲۲۰ پوند) کمتر از ام۱۲ پیشین بود.

## مشخصات
موتور مورد استفاده نسخه اصلاح‌شده ۵٫۰ لیتری وی۱۲ مورد استفاده در ب‌ام‌و سری ۸ بود که توسط آلپینا تنظیم شده بود. این موتور در ابتدا حداکثر توان خروجی ۳۴۵ اسب بخار (۲۵۷ کیلووات؛ ۳۵۰ اسب بخار متری) را تولید می‌کرد. بیشینه سرعت این خودرو ۳۱۱ کیلومتر بر ساعت (۱۹۳ مایل بر ساعت) بود.

## تولید
در مجموع ۳ خودرو از جمله ام۱۲ تولید شد. این خودرو به عنوان جایگزینی رسمی برای ب‌ام‌و ام۱ در نظر گرفته شده بود، اما ب‌ام‌و در تولید خودروی اسپرت موتور وسط دیگری پس از شکست ام۱ مردد بود، بنابراین آنها ادامه ندادند. ب‌ام‌و به ایتال‌دیزاین اجازه داد تا از نام و جلوپنجره خود فقط بر روی ۳ خودروی مفهومی ساخته شده استفاده کند.

## نازکا سی۲ اسپایدر

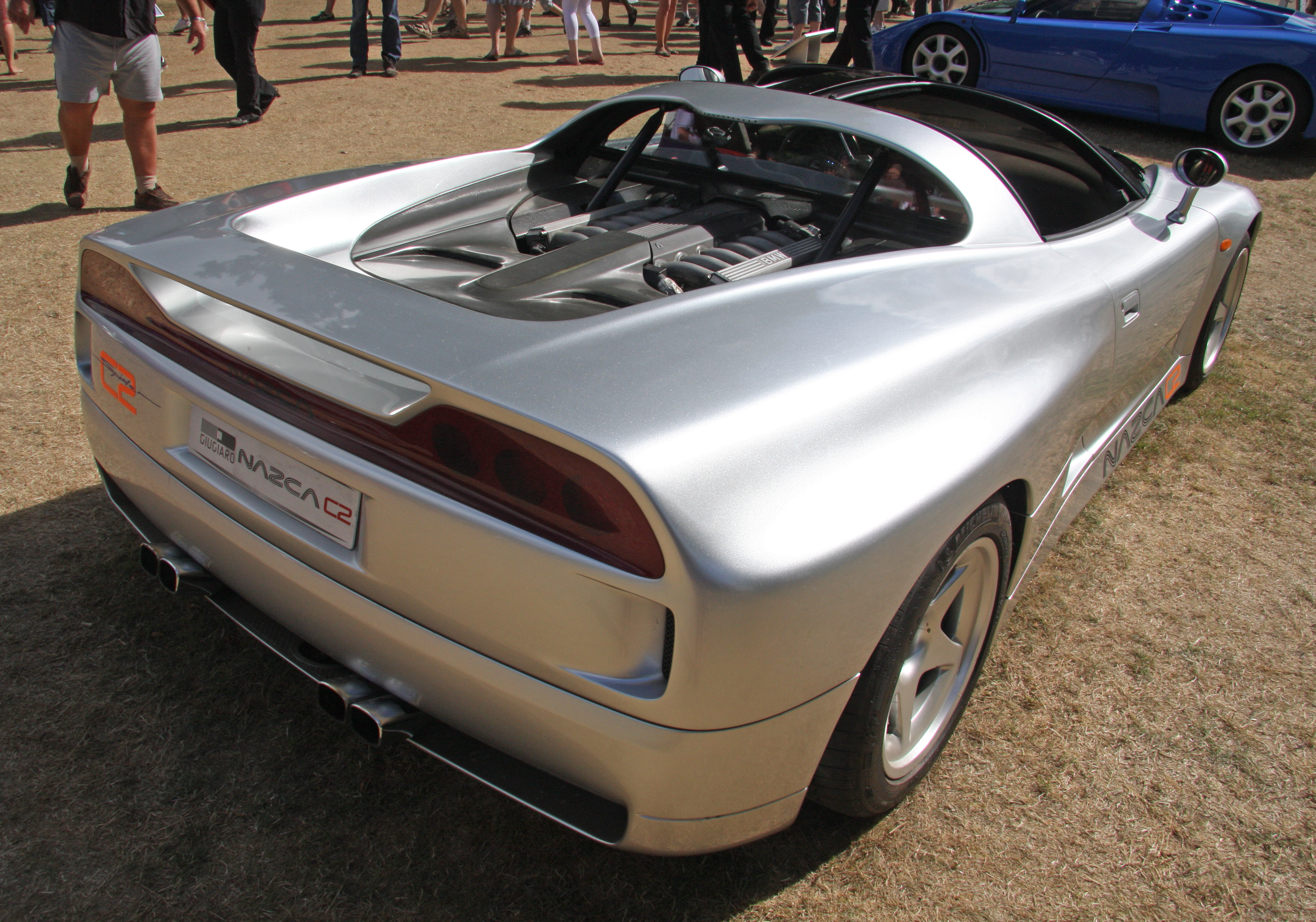
نمای عقب ب‌ام‌و نازکا سی۲ اسپایدر مدل ۱۹۹۳

در مسابقه بزرگ فرمول یک در سال ۱۹۹۳ که در مونت‌کارلو برگزار شد، ایتال‌دیزاین یک نسخه جدید و کمی بازطراحی شده از سی۲ به نام سی۲ اسپایدر را معرفی کرد. این خودرو به جای درهای نیمه گولینگ که روی کوپه وجود داشت، پانل‌های شیشه‌ای قابل جابجایی داشت که همراه با روکش موتور اصلاح‌شده، آن را به یک رودستر تبدیل می‌کرد. قطعات قابل جابجایی در محفظه چمدان جلوی خودرو قرار داشتند و به سرعت قابل نصب مجدد بودند. یک رول بار به رنگ خودرو به منظور تقویت شاسی برای جبران از بین رفتن پانل‌های شیشه‌ای قابل جابجایی تعبیه شد. منیفولد ورودی موتور به منظور امکان عملکرد در هوای آزاد دوباره طراحی شد. این خودرو دارای یک موتور ۵٫۶ لیتری وی۱۲ مشترک با ۸۵۰سی‌اس‌آی بود. این موتور حداکثر توان خروجی ۳۷۵ اسب بخار (۲۸۰ کیلووات؛ ۳۸۰ اسب بخار متری) را تولید کرد به جای گیربکس ۵ سرعته کوپه یک گیربکس ۶ سرعته برای مقابله بهتر با افزایش قدرت نصب شد.

## فرهنگ عامه
ایتال‌دیزاین نازکا سی۲ در بازی کامپیوتری جنون سرعت ۲: نسخه ویژه و اسپایدر در نسخه PlayStation بازی جنون سرعت ۳: تعقیب شدید ظاهر می‌شود. کارگردان ایتالیایی کارلو وانزینا نازکا سی۲ را برای صحنه‌ای در فیلم سال ۱۹۹۶ خود به نام A spasso nel tempo همراه با آزتک‌ها و ماچیموتو انتخاب کرد.